# Cololejeunea iradieri
Cololejeunea iradieri là một loài Rêu trong họ Lejeuneaceae. Loài này được Infante & Heras mô tả khoa học đầu tiên năm 1999.